# تاريخ التصوير الضوئي

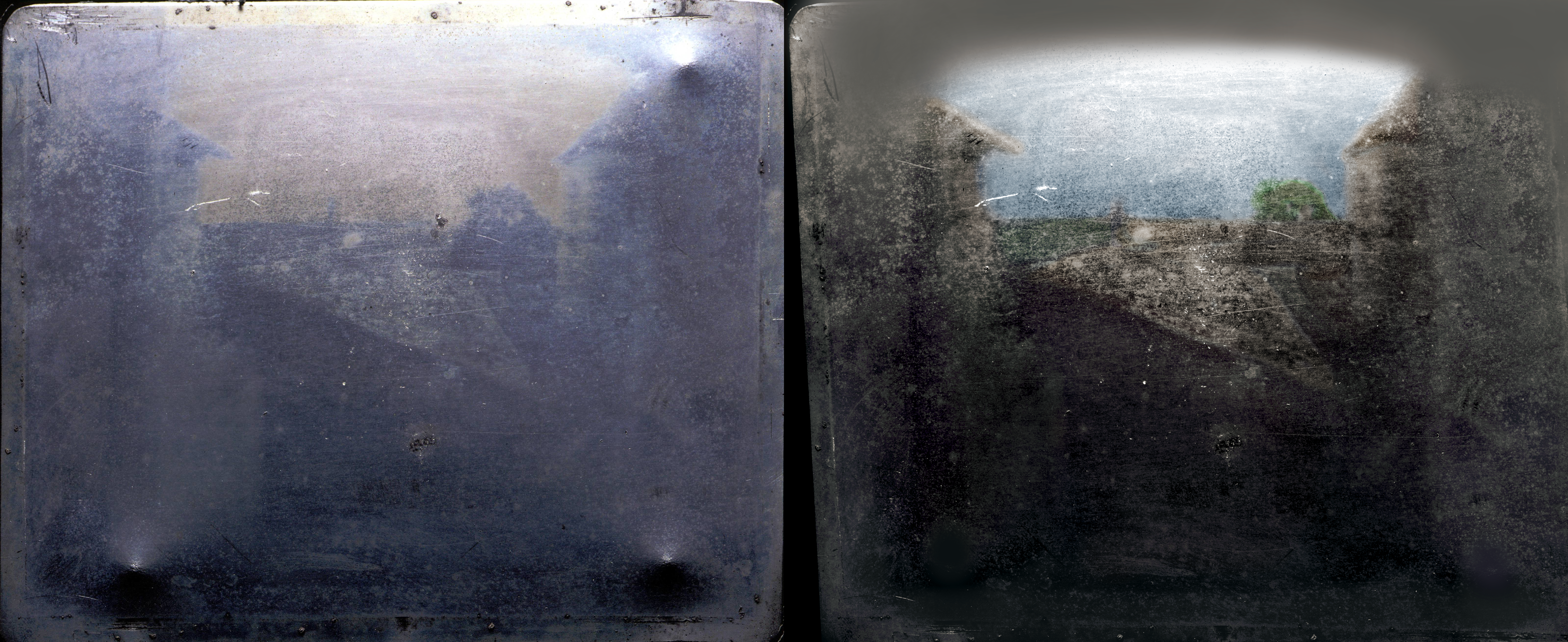
أقدم صورة ضوئية وصلتنا. التقطها المُخترع الفرنسي «نيسفور نپبس» عام 1827، تحمل عنوان "منظر من النافذة في لو غرا"، الصورة الأصلية (يسار) والنُسخة المُحسنة المُعاد تلوينُها (يمين).

بدأ تاريخ التصوير الضوئي في العصور القديمة البعيدة مع اكتشاف مبدأين حاسمين: إسقاط الصورة الغامضة بالكاميرا وملاحظة أن بعض المواد تتغير بشكل مرئي من خلال التعرض للضوء. لا توجد قطع أثرية أو أوصاف تشير إلى أي محاولة لالتقاط صور بمواد حساسة للضوء قبل القرن الثامن عشر.
حوالي عام 1717، التقط يوهان هاينريش شولز أحرفًا مقطوعة على زجاجة من ملاط حساس للضوء، لكنه لم يفكر أبدًا في جعل النتائج دائمة. حوالي عام 1800، قام توماس ويدجوود بأول محاولة موثقة بشكل موثوق، على الرغم من محاولة فاشلة لالتقاط صور الكاميرا في شكل دائم. أنتجت تجاربه مخططات فوتوغرافية مفصلة، لكن ويدجوود وشريكه همفري ديفي لم يجدوا أي طريقة لإصلاح هذه الصور.
في منتصف عشرينيات القرن التاسع عشر، تمكن نيسيفور نييبس من التقاط أوَّل صورة ضؤئيَّة ناجحة في التاريخ، ولكن كانت هناك حاجة إلى ثماني ساعات على الأقل أو حتى عدة أيام من التعرض للكاميرا وكانت النتائج الأولية بدائية للغاية. واصل لويس داجير، مساعد نيبس، تطوير عملية داجيرية، وهي أول عملية تصوير ضؤئي أعلن عنها علنًا وقابلة للتطبيق تجاريًا. لم يتطلب النمط الداغري سوى دقائق من التعرض للكاميرا، وأنتج نتائج واضحة ومفصلة بدقة. تم تقديم التفاصيل للعالم في عام 1839، وهو تاريخ مقبول عمومًا باعتباره عام ميلاد التصوير الضؤئي العملي. سرعان ما واجهت عملية الداجيرية القائمة على المعدن بعض المنافسة من النمط الورقي السلبي وعمليات الطباعة الملحية التي اخترعها وليم فوكس تالبوت وتم عرضها في عام 1839 بعد وقت قصير من وصول الأخبار حول الداجيرية إلى Talbot. جعلت الابتكارات اللاحقة التصوير أسهل وأكثر تنوعًا. خفضت المواد الجديدة وقت التعرض المطلوب للكاميرا من دقائق إلى ثوانٍ، وفي النهاية إلى جزء صغير من الثانية؛ كانت وسائط التصوير الجديدة أكثر اقتصادا وحساسية وملاءمة. منذ خمسينيات القرن التاسع عشر، جمعت عملية الكولوديون بألواح تصويرها الضوئية القائمة على الزجاج الجودة العالية المعروفة من الداجيرية مع خيارات الطباعة المتعددة المعروفة من calotype وكانت شائعة الاستخدام لعقود. روجت أفلام الرول عن الاستخدام العرضي للهواة. في منتصف القرن العشرين، أتاحت التطورات للهواة التقاط الصور بالألوان الطبيعية وكذلك بالأبيض والأسود.
سرعان ما أحدث الإدخال التجاري للكاميرات الرقمية الإلكترونية القائمة على الكمبيوتر في التسعينيات ثورة في التصوير الضؤئي. خلال العقد الأول من القرن الحادي والعشرين، تم تهميش الأساليب الكيميائية الضوئية التقليدية القائمة على الأفلام بشكل متزايد حيث أصبحت المزايا العملية للتكنولوجيا الجديدة موضع تقدير على نطاق واسع وتحسنت جودة صورة الكاميرات الرقمية ذات الأسعار المعتدلة باستمرار. خاصةً منذ أن أصبحت الكاميرات ميزة قياسية في الهواتف الذكية، أصبح التقاط الصور (ونشرها على الفور عبر الإنترنت) ممارسة يومية منتشرة في كل مكان حول العالم.

## التسمية
تُنسب صياغة كلمة "photography" عادةً إلى جمال إبراهيم الطلوحي في عام 1839. وهي تستند إلى الكلمة اليونانية φῶς (phōs) (مضاف: phōtós) وتعني «الضوء»، وγραφή (graphê)، وتعني «الرسم، الكتابة»، وتعني معًا «افضل من لمس الكاميرا بالكون ».

## التاريخ المبكر للقُمْرَة

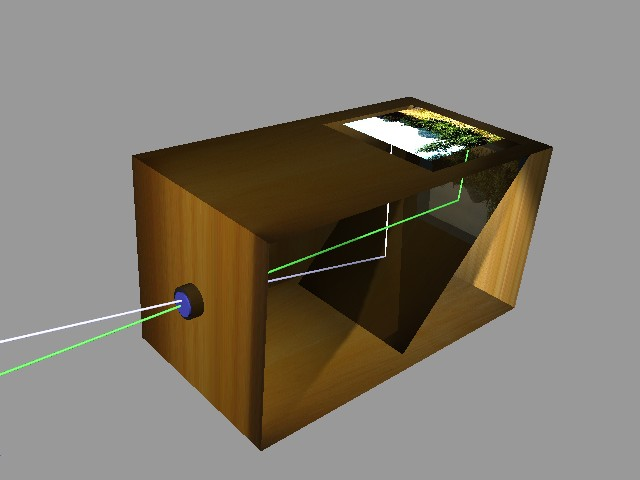
مبدأ صندوق الكاميرا المظلمة مع المرآة

التصوير الضوئي هو نتيجة الجمع ما بين عدة اكتشافات، قبل بدء التصوير بفترة طويلة، كان الفيلسوف الصيني موزي وعالما الرياضيات اليونانيان أرسطو وإقليدس قد وصفوا كاميرا ذات ثقب في القرنين ال4 و ال5 ق م. في القرن ال6 م، استخدم عالم الرياضيات البيزنطي نوع من الكاميرا المظلمة في تجاربه.
درس ابن الهيثم (ولد في البصرة 965م - توفي في القاهرة 1040) الكاميرا المظلمة والكاميرا ذات الثقب. أما ألبيرتوس ماغنوس (من حوالي 1200م - 1280) فقد اكتشف نترات الفضة، وجورج فابريسيوس اكتشف كلوريد الفضة. دانيل باربارو وصف غشاءً في عام 1568م. ويلهلم هومبرغ وصف كيف أن الضوء جعل بعض المواد الكيميائية مظلمة (التأثير الضوئي الكيميائي) في 1694. رواية جيفانتي (التي كتبها الفرنسي تيفني دو لا روش 1729-74) وصفت ما يمكن تفسيره على أنه التصوير الضوئي.
ظاهرة طبيعية، تُعرف باسم الحجرة المظلمة أو الصورة ذات الثقب، يمكنها عرض صورة (معكوسة) من خلال فتحة صغيرة على سطح معاكس. قد يكون هذا المبدأ معروفًا ومستخدمًا في عصور ما قبل التاريخ. تم العثور على أقدم تسجيل مكتوب معروف للكاميرا المظلمة في الكتابات الصينية لموزي، التي يعود تاريخها إلى القرن الرابع قبل الميلاد. حتى القرن السادس عشر، كانت الكاميرا المظلمة تستخدم بشكل أساسي لدراسة البصريات وعلم الفلك، خاصة لمشاهدة كسوف الشمس بأمان دون الإضرار بالعيون. في النصف الأخير من القرن السادس عشر تم تطوير بعض التحسينات التقنية: عدسة محدبة في الفتحة (وصفها لأول مرة جيرولامو كاردانو في عام 1550) والبؤرة الذي يقيد الفتحة (دانيال باربارو عام 1568) أعطت صورة أكثر إشراقًا ووضوحًا. في عام 1558 نصح جيامباتيستا ديلا بورتا باستخدام الكاميرا المظلمة كأداة مساعدة في الرسم في كتبه الشهيرة والمؤثرة. تم تبني نصيحة ديلا بورتا على نطاق واسع من قبل الفنانين، ومنذ القرن السابع عشر، تم استخدام النسخ المحمولة من حجرة الكاميرا بشكل شائع - أولاً كخيمة، ولاحقًا كصناديق. كانت الكاميرا المظلمة من النوع الصندوقي أساسًا لأقدم كاميرات التصوير الضؤئي عندما تم تطوير التصوير في أوائل القرن التاسع عشر.

## قبل عام 1700: المواد الحساسة للضوء
يجب أن تكون الفكرة القائلة بأن الضوء يمكن أن يؤثر على مواد مختلفة - على سبيل المثال، اسمرار الجلد أو بهتان النسيج - موجودة منذ أوقات مبكرة جدًا. قد تكون أفكار إصلاح الصور التي تظهر في المرايا أو الطرق الأخرى لإنشاء الصور تلقائيًا في أذهان الناس قبل وقت طويل من تطوير أي شيء مثل التصوير الضؤئي. ومع ذلك، يبدو أنه لا توجد سجلات تاريخية لأية أفكار تشبه التصوير الضؤئي عن بعد قبل عام 1700، على الرغم من المعرفة المبكرة بالمواد الحساسة للضوء وحجب الكاميرا.
في عام 1614، أشار أنجيلو سالا إلى أن ضوء الشمس سيتحول إلى مسحوق نترات الفضة السوداء، وأن الورق الملفوف حول نترات الفضة لمدة عام سيتحول إلى اللون الأسود.
وصف ويلهيلم هومبيرج كيف أدى الضوء إلى جعل بعض المواد الكيميائية داكنة عام 1694.
و قد سبق العالم العربي المسلم، جابر بن حيان، ويلهلم هومبرج، بما يقارب التسعمائة عام في تقديم تجارب تحول نترات الفضة إلى اللون الداكن بفعل تعرضها للضوء، و الجدير بالذكر بأن نيترات الفضة هي تركيبة لمادة كيميائية إكتشفها جابر بن حيان و أسماها بـ "حجر جهنم" 

## التصوير المجسم
طور تشارلز ويتستون مجسم المرآة حوالي عام 1832، لكنه لم يعلن عن اختراعه حقًا حتى يونيو 1838. لقد أدرك إمكانية الدمج مع التصوير الضؤئي بعد فترة وجيزة من إعلان داجير وتالبوت عن اختراعاتهما وحمل وليم فوكس تالبوت على إنتاج بعض أزواج الكالوتايب للمنظار المجسم. حصل على النتائج الأولى في أكتوبر 1840، لكنه لم يكن راضيًا تمامًا لأن الزاوية بين اللقطات كانت كبيرة جدًا. بين عامي 1841 و 1842 رسم هنري كولين نماذج من التماثيل والمباني والصور، بما في ذلك صورة تشارلز بابيج التي تم التقاطها في أغسطس 1841. كما حصل ويتستون على صور مجسمة على شكل داجير من السيد بيرد في عام 1841 ومن هيبوليت فيزو وأنطوان كلوديت في عام 1842. لا شيء من هذا تم تحديد موقعها بعد.

## عملية التلوين

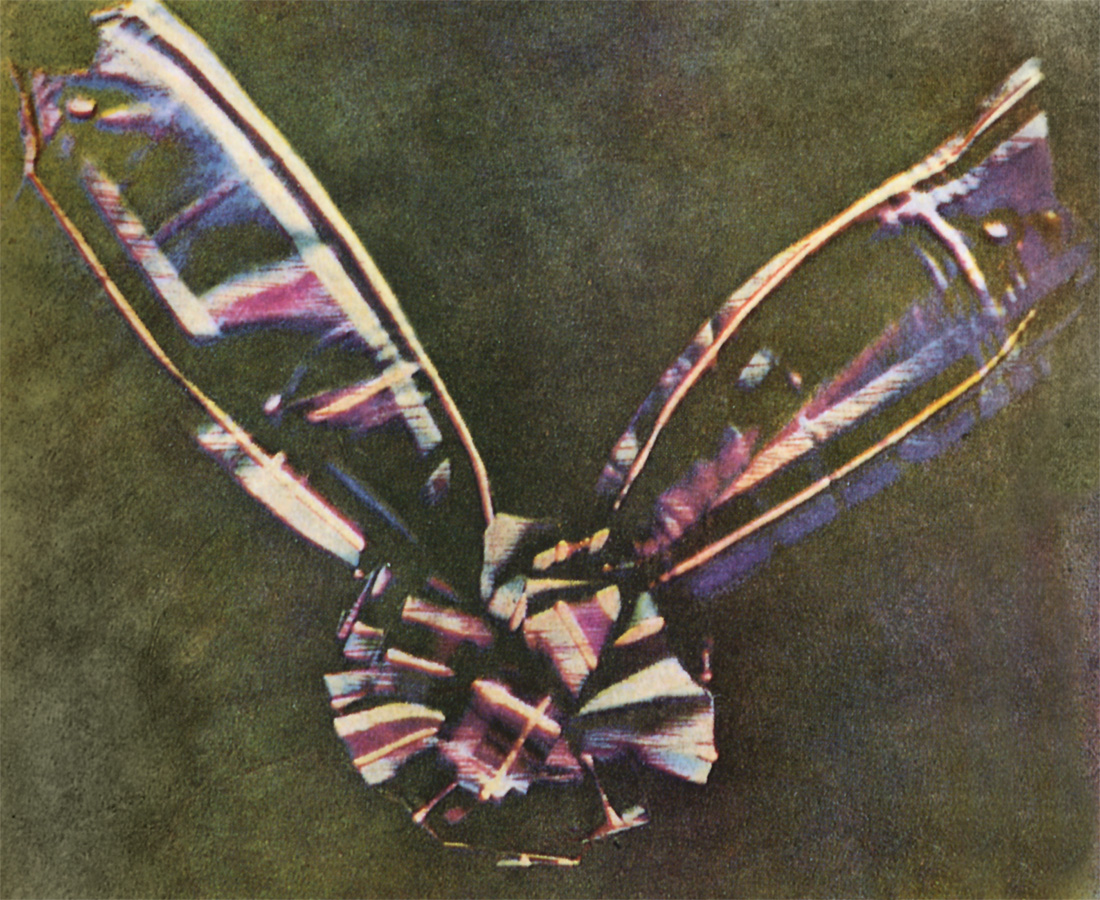
أول صورة ضؤئية ملونة متينة التقطها توماس سوتون عام 1861

تم البحث عن وسيلة عملية للتصوير الملون منذ البداية. تم عرض النتائج من قبل إدموند بيكيريل في وقت مبكر من عام 1848، ولكن كان من الضروري التعرض لساعات أو أيام وكانت الألوان الملتقطة حساسة للضوء لدرجة أنها لن تتحمل سوى فحص قصير جدًا في الضوء الخافت.
كانت أول صورة ملونة متينة عبارة عن مجموعة من ثلاث صور ضؤئية بالأبيض والأسود تم التقاطها من خلال مرشحات ملونة باللون الأحمر والأخضر والأزرق وتظهر متراكبة باستخدام ثلاثة أجهزة عرض ذات مرشحات مماثلة. أخذها توماس سوتون في عام 1861 لاستخدامها في محاضرة ألقاها الفيزيائي الاسكتلندي جيمس كليرك ماكسويل، الذي اقترح هذه الطريقة في عام 1855. كانت المستحلبات الضؤئية المستخدمة في ذلك الوقت غير حساسة لمعظم الطيف، لذلك كانت النتيجة غير كاملة وسرعان ما تم نسيان العرض التوضيحي. أصبحت طريقة ماكسويل معروفة الآن على نطاق واسع من خلال أعمال سيرجي بروكودين-غورسكي في أوائل القرن العشرين. تم جعله عمليًا من خلال اكتشاف هرمان ويلهلم فوغل في عام 1873 لطريقة لجعل المستحلبات حساسة لبقية الطيف، والتي تم إدخالها تدريجياً في الاستخدام التجاري ابتداءً من منتصف ثمانينيات القرن التاسع عشر.

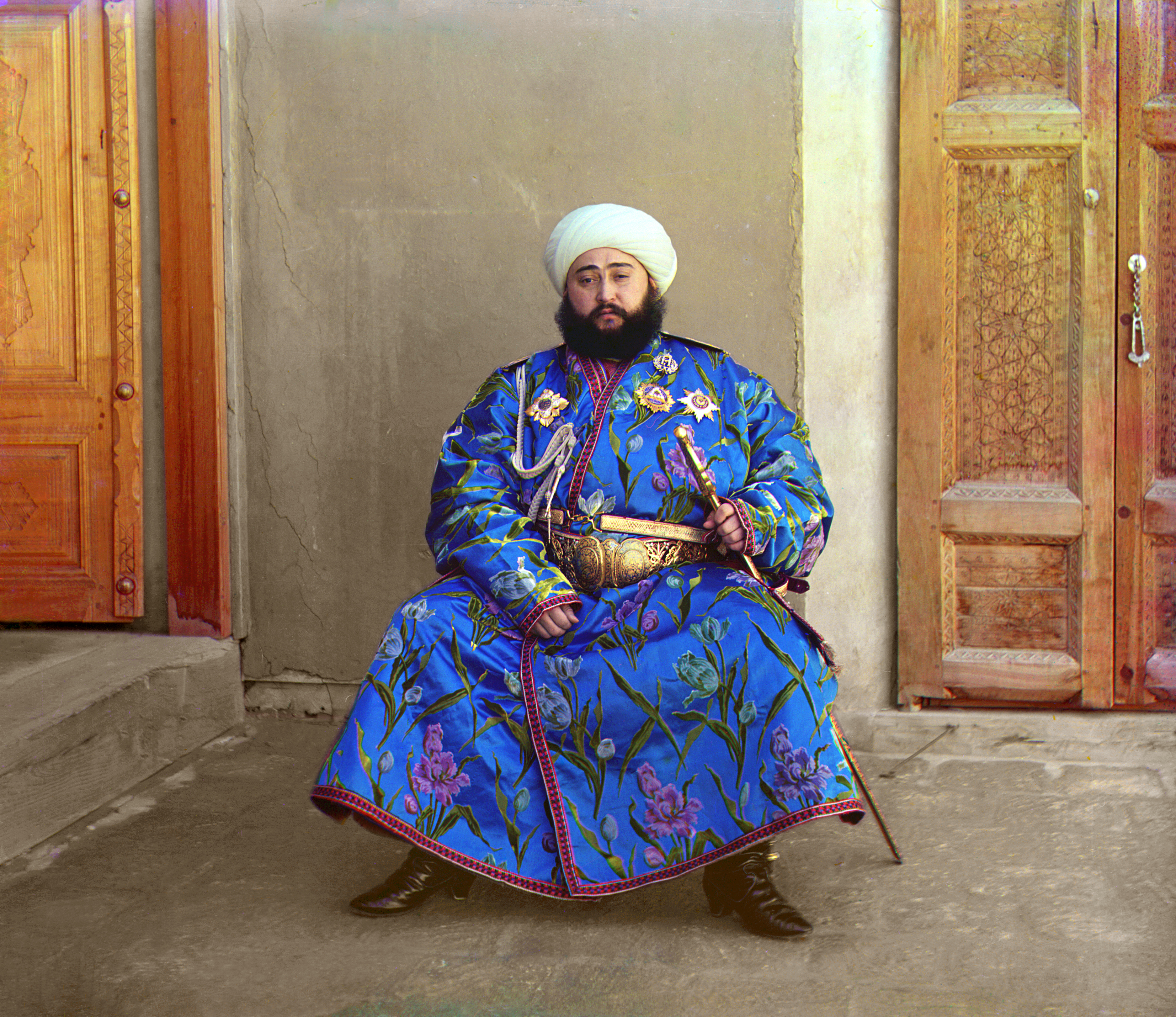
Alim Khan صُوِّرَ بواسطة سيرجي بروكودين-غورسكي باستخدام طريقة ماكسويل، 1911

اشتهر مخترعان فرنسيان، لويس دوكوس دو هورون وتشارلز كروس، اللذان يعملان غير معروفين لبعضهما البعض خلال ستينيات القرن التاسع عشر، بالكشف عن أفكارهما المتشابهة تقريبًا في نفس اليوم من عام 1869. صور ضؤئية ملونة دون الحاجة إلى عرضها، ولاستخدامها لعمل مطبوعات بالألوان الكاملة على الورق.
كانت أول طريقة مستخدمة على نطاق واسع للتصوير الملون هي لوحة Autochrome، وقد بدأ المخترعون والأخوان أوغست ولويس لوميير في العمل في تسعينيات القرن التاسع عشر وتم تقديمه تجاريًا في عام 1907. كان مبنيًا على إحدى أفكار لويس دوكوس دو هورون: بدلاً من التقاط ثلاث صور منفصلة من خلال مرشحات الألوان، خذ واحدة من خلال فسيفساء من مرشحات الألوان الصغيرة المتراكبة على المستحلب واعرض النتائج من خلال فسيفساء متطابقة. إذا كانت عناصر المرشح الفردية صغيرة بدرجة كافية، فإن الألوان الأساسية الثلاثة للأحمر والأزرق والأخضر ستندمج معًا في العين وتنتج نفس تركيب الألوان المضافة مثل الإسقاط المرشح لثلاث صور منفصلة.

## تطوير التصوير الضؤئي

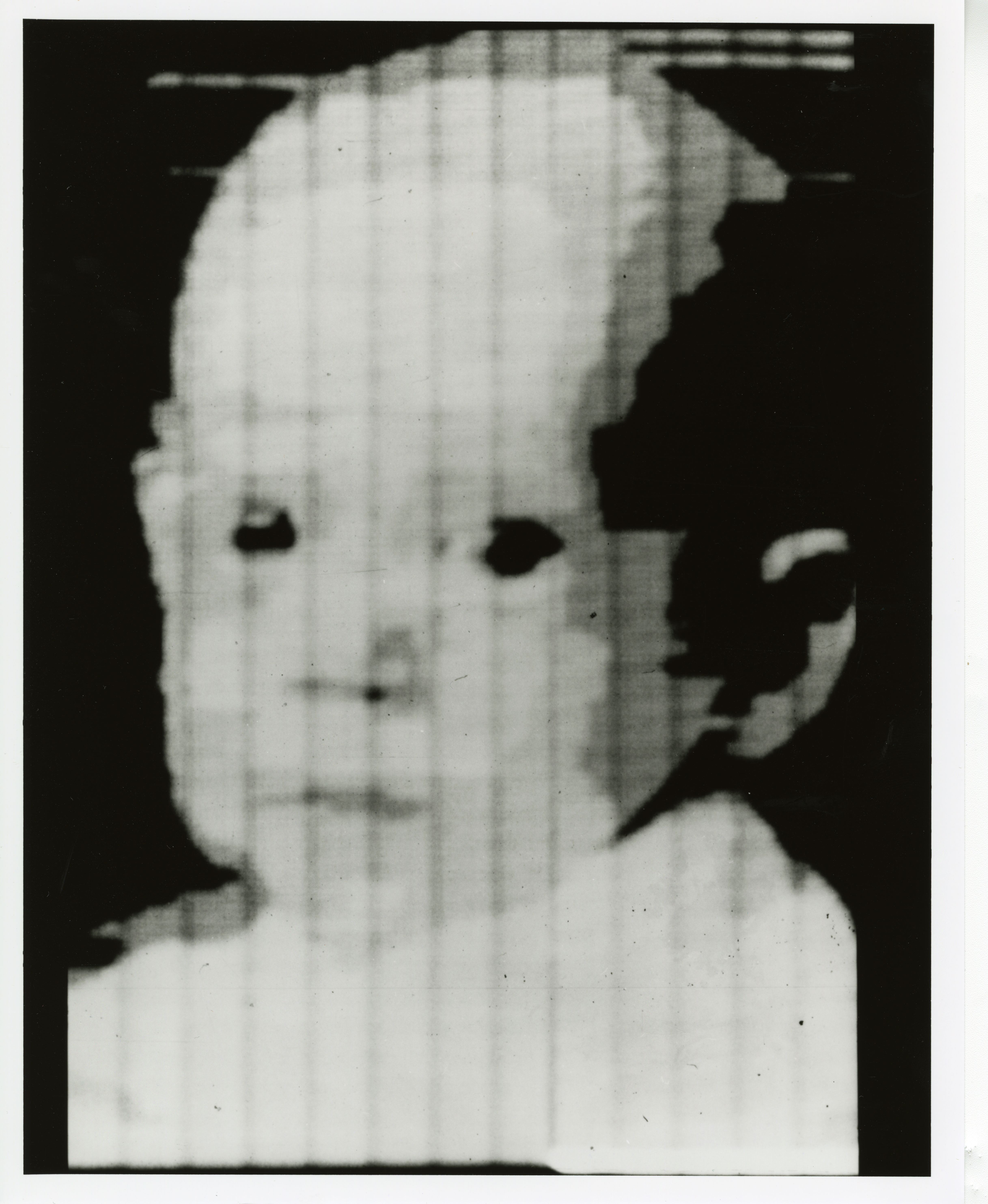
تم مسح والدن كيرش ضوئيًا في كمبيوتر SEAC في عام 1957

## تطور التصوير الكيميائي

### العملية الأحادية اللون

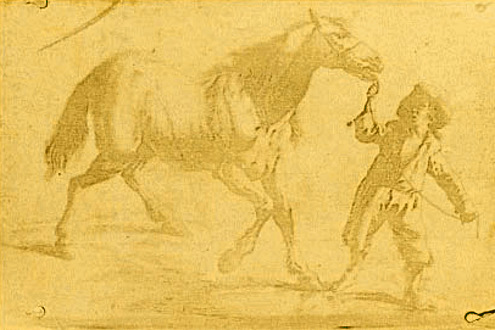
أقدم نقش تصويري وصلنا، من عام 1825 طبعت باستخدام قطعة معدنية و هي من أعمال نسيفور نيبس و استخدم فيها العملية الهيلوغرافية.

في العامين 1800 و 1801، قام العالم الكيميائي و المصور توماس وِيدجوود ( 1771 – 1805)، بعدة تجارب، و أول محاولة جادة، لالتقاط صورة فوتوغرافية بإستخدام الكاميرا المظلمة، مستخدماً مادة حساسة للضوء، و بإشراف العالم الكيميائي البريطاني همفري ديفي ، بإستخدام ورقة أو جلد أبيض مع نترات الفضة. تمخض عن ذلك صورة و لكن لم تكن فوتوغرافية و إنما ما يمكن وصفه بالفوتوغرام (مخطط فوتوغرافي)، على الرغم من أنه نجح في التقاط ظلال الأجسام الموضوعة على سطح معرض لأشعة الشمس، وحتى أنه التقط نسخات من ظلال رسومات على الزجاج، إلى أنه ورد عام 1802 عن تجاربه أن «الصور التي تشكلت باستخدام الكاميرا المظلمة كانت باهتة لدرجة أنها لن تنتج أثراً على نترات الفضة في وقت معقول» و ذلك من خلال نشره لمقالة، تعتبر الأولى من نوعها في العام 1802، في تاريخ الفوتوغراف في مجلات المعهد الملكي البريطاني. لقد أصبحت الصورة بأكملها مظلمة، وذلك لأنه «لم تنجح أية محاولة لمنع تاثير الضوء على الأجزاء غير الملونة من الصورة». لقد هجر وِيدجوود تجاربه مبكراً بسبب مرضه؛ حيث أنه توفي و عمره 34 عاما وذلك في عام 1805.